# Guilherme de Cássio Alves
Guilherme de Cássio Alves (Marília, 5 augustus 1974) is een voormalig Braziliaans voetballer, ook wel bekend als Guilherme of Guilherme Alves.

## Biografie
Guilherme begon zijn carrière bij Marília en maakte in 1993 de overstap naar São Paulo, waarmee hij de Supercopa Sudamericana, Recopa Sudamericana en Copa Libertadores won. 
In 1995 ging hij naar de Spaanse tweedeklasser Rayo Vallecano en scoorde daar veertien goals in zeventien wedstrijden en was cruciaal in de promotie naar de hoogste klasse. Na twee seizoenen degradeerde de club weer en verliet Guilherme de club en keerde terug naar Brazilië om er voor Grêmio te spelen. In 1998 ging hij naar Vasco da Gama en won er een jaar later het Torneio Rio-São Paulo mee. Datzelfde jaar ging hij nog naar Atlético Mineiro en won daarmee het Campeonato Mineiro. In de Série A van 1999 werd hij topschutter en hielp zijn team dat jaar aan de tweede plaats. In 2002 werd hij uitgeleend aan Corinthians. Hier werd zijn verblijf gemarkeerd door een zwaar auto-ongeval waar hij bij betrokken was waarbij twee mensen om het leven kwamen. Hij kwam niet meer in vorm en keerde terug naar Atlético en verliet de club in 2003 voor het Saoedi-Arabische Ittihad. In 2004 keerde hij terug naar Brazilië en kon ermee het Campeonato Mineiro winnen. In 2005 speelde hij nog voor Botafogo en besloot, na een blessure, om zijn carrière daar te beëindigen. 
Guilherme speelde in 2001 voor het nationale elftal op de Copa América.
Na zijn spelerscarrière werd hij trainer. In 2014 won hij met Grêmio Novorizontino de titel in de Série A3 van het Campeonato Paulista, de derde klasse. In 2015 werd hij vicekampioen met hen achter Ferroviária en dwong zo een tweede promotie op rij af.